# АК-Альфа
АК-Альфа (AK-Alfa) — карабин, выпущенный израильской компанией Command Arms & Accessories (CAA) в 2016 году.
За основу был взят автомат Калашникова 1949 года, но дизайн изменён таким образом, чтоб в нем угадывались черты сразу трёх популярных автоматических винтовок: бельгийской FN SCAR, американской Bushmaster ACR и итальянской Beretta ARX-160.
АК-Альфа сохранил компоновку оригинального Калашникова, получил современный "обвес" и небольшие изменения в конструкции. Новая модель обладает огромной боевой мощью и прекрасно показала себя на многих выставках и испытаниях.

## Разработка
АК-Альфа был впервые показан публике в 2016 году и в настоящее время все еще находится в стадии доработки прототипов. Это оружие продвигается в мире под двумя брендами – «Калашников США» и «Калашников Израиль», при этом российский концерн Калашников пока официально никак не комментирует свое отношение к данному образцу и его брендированию.
Оружие серии АК-Альфа, планируется в 4 базовых вариантах (2 калибра и 2 версии длины ствола) является модернизацией классического автомата Калашникова – существующие прототипы созданы на базе карабинов Сайга калибров 5,56 × 45 мм НАТО и 7,62 мм российского производства.

## Устройство
АК-Альфа является попыткой улучшить эргономику автомата Калашникова при сохранении его основных достоинств — высокой надежности и простоты обслуживания.
Базу для АК-Альфа составляют ствольная коробка, ствол с газовой трубкой, затворная группа и основные компоненты УСМ карабина Сайга российского производства.
Поверх стальной штампованной ствольной коробки крепится пластиковый корпус с  интегрированными пистолетной рукояткой, спусковой скобой и шахтой магазина. Ствольная коробка доработана для установки длинной алюминиевой верхней крышки с интегрированной планкой типа Пикатинни поверху. Верхняя крышка устанавливается на «ласточкин хвост» в передней части ствольной коробки и фиксируется поперечным штифтом в задней части. Кроме указанного, у автоматов и карабинов АК-Альфа добавлены двусторонние рычажки переводчика-предохранителя, переставляемая на любую сторону рукоятка затвора (штатная рукоятка затвора Сайги сфрезерована с затворной рамы), увеличенный рычажок защелки магазина, пластиковый складной регулируемый приклад разработки САА. В варианте под патрон 7,62 × 39 мм оружие использует обычные магазины от автоматов АКМ и любые с ними совместимые, вариант под патрон 5,56 × 45 мм НАТО совместим с магазинами от израильского автомата Галиль.

## В массовой культуре

### Компьютерные игры
- Warface (АК "Альфа", Золотой АК "Альфа")
- World War 3 (Alpha)
- S.T.A.L.K.E.R. Anomaly (аддон "Boomsticks and Sharpsticks", AK Alfa)
- PUBG New State
- Girls Frontline (AK-Alfa)
- Insurgency Sandstorm